# Ås församling, Östbo-Västbo kontrakt
Ås församling var en församling inom Svenska kyrkan i Östbo-Västbo kontrakt av Växjö stift i sydöstra Gislaveds kommun. Församlingen ingick i Reftele pastorat. Församlingen uppgick 2014 i Västbo S:t Sigfrids församling.
Församlingskyrka var Ås kyrka.

## Administrativ historik
Församlingen har medeltida ursprung. Fastlandsdelen väster om Bolmen i Bolmsö församling överfördes hit 1 januari 1974. Det överförda området omfattade en areal av 29,3 kvadratkilometer, varav 21,2 km² land, och hade 163 invånare.
Församlingen uppgick 2014 i Västbo S:t Sigfrids församling.

### Pastorat
- Från medeltiden till 1 januari 1962: Moderförsamling i pastoratet Ås och Kållerstad.[3]
- Från 1 januari 1962 till 1 januari 2014: Annexförsamling i pastoratet Reftele, Ås och Kållerstad.[3]